# Halfworlds
Halfworlds é uma série de televisão de suspense e fantasia sombria produzida e criada pela HBO. Situada na atual Jacarta, Indonésia, a série revela uma sociedade subterrânea habitada por demônios do folclore asiático.
A primeira temporada de Halfworlds estreou em 29 de novembro de 2015. Uma segunda temporada de Halfworlds foi anunciada em julho de 2016 e estreou em 22 de janeiro de 2017.

## Elenco
| 1ª Temporada - Salvita Decorte como Sarah - Arifin Putra como Barata - Reza Rahadian como Tony - Ario Bayu como Juragan - Bront Palarae como Gusti - Tara Basro como Ros - Adinia Wirasti como Nadia - Hannah Al-Rashid como Marni - Alex Abbad como Gorga - Aimee Saras como Pinung - Nathan Hartono como Coki - Verdi Solaiman como Hasan - Cornelio Sunny como Bandi | 2ª Temporada - Peem Jaiyen como Fyter - Tia Tavee como Juliet Langstorm - Emma Emika Grant como Pym - Myra Molloy como Wish - Arifin Putra como Barata - Reza Rahadian como Tony - David Asavanond como Charlie - Jake Macapagal como Kaprey - Charlie Ruedpokanon como Mick - Jeeja Yanin como Thip - Nicole Theriault como Warin - Teresa Daley como Yao |